# Laura Conti
Laura Conti (Udine, 31 maart 1921 – Milaan, 25 mei 1993) was een Italiaanse arts, politica en schrijfster.
Laura Conti studeerde af in medicijnen in 1949. Ze deed eerst werk voor de Italiaanse Socialistische Partij (PSI), en vanaf 1951 voor de Italiaanse Communistische Partij (PCI). Ze heeft zich onder andere veel bezig gehouden met de gezondheids- en milieuproblematiek in de Regionale Raad van Lombardije.
Haar boek Che cos'è l'ecologia. Capitale, lavore e ambiente (1977) werd in 1978/9 in een bewerkte vertaling gepubliceerd in de eerste drie nummers van het tijdschrift Ekologie onder de titels 'Water', 'Energie en grondstoffen' en 'Landbouw, voedsel, bevolking'.
- Bibsys: 90158747
- Biblioteca Nacional de España: XX872528
- Bibliothèque nationale de France: cb125981560 (data)
- CiNii: DA01445782
- Gemeinsame Normdatei: 138991030
- International Standard Name Identifier: 0000 0001 2144 2615
- Library of Congress Control Number: n80060704
- Nationale Bibliotheek van Letland: 000027734
- Bibliotheek van het Japanse parlement: 00436512
- Nationale Bibliotheek van Tsjechië: xx0065132
- Nationale Bibliotheek van Israël: 987007303407905171
- Nederlandse Thesaurus van Auteursnamen: 068432429
- Istituto Centrale per il Catalogo Unico: CFIV001450
- Système universitaire de documentation: 074336223
- Union List of Artist Names: 500232192
- Virtual International Authority File: 95318302
- WorldCat: E39PBJdmjY6TCYVqxtfmpTmmVC